# Trachelas ibericus
Trachelas ibericus là một loài nhện trong họ Trachelidae.
Loài này thuộc chi Trachelas. Trachelas ibericus được miêu tả năm 2009 bởi Bosselaers et al..